# Ocotea maranguapensis
Ocotea maranguapensis är en lagerväxtart som beskrevs av Vattimo. Ocotea maranguapensis ingår i släktet Ocotea och familjen lagerväxter. Inga underarter finns listade i Catalogue of Life.